# Saint-Bazile-de-Meyssac
Saint-Bazile-de-Meyssac é uma comuna francesa na região administrativa da Nova Aquitânia, no departamento de Corrèze. Estende-se por uma área de 4,47 km². Em 2010 a comuna tinha 133 habitantes (densidade: 29,8 hab./km²).